# راب زامونر
راب زامونر (انگلیسی: Rob Zamuner؛ زادهٔ ۱۷ سپتامبر ۱۹۶۹) بازیکن هاکی روی یخ اهل کانادا است.
از باشگاه‌هایی که در آن بازی کرده‌است می‌توان به تمپا بی لایتنینگ و نیویورک رنجرز اشاره کرد.